# Dream Evil
Dream Evil ist eine schwedische Heavy-Metal-Band, die 1999 in Göteborg gegründet wurde.

## Geschichte
Der schwedische Produzent Fredrik Nordström (Dimmu Borgir, Hammerfall, In Flames, The Haunted) hegte den Wunsch nach einer eigenen Band. Während eines Urlaubes in Griechenland lernte er den griechischen Gitarristen Gus G. kennen und lud ihn kurz darauf nach Schweden ein. Schon bald saßen die beiden im Studio von Fredrik Nordström und schrieben an ersten Songs. Als die ersten Grundgerüste der Songs standen, suchte man nach weiteren Mitgliedern für die Band. Das Schlagzeug wurde mit Snowy Shaw (u. a. Ex-King Diamond), der Gesang mit Niklas Isfeldt (Backgroundsänger von Hammerfall) und der Bass mit Peter Stalfors besetzt. Nach einigem Hin und Her kamen die Gründungsmitglieder zusammen und nannten sich Dragonslayer. In Century Media fand man ein Plattenlabel, das den vier Musikern jedoch nahelegte, ihr erstes Album Dragonslayer zu nennen und den Namen der Band zu ändern. Nach kurzen Überlegungen wurde diesem Wunsch entsprochen und der Bandname in Dream Evil geändert. Das erste Album wurde im April 2002 mit positiver Kritik überschüttet, und mehrere Festivalauftritte folgten.
Kurz nach der Veröffentlichung des zweiten Albums Evilized kam es im Februar/März des Jahres 2003 zu einer Europatour zusammen mit Hammerfall. Die MCD Children of the Night erschien im Oktober des Jahres 2003 und enthielt vier Lieder sowie ein Live-Video. Das dritte Album der Band, The Book of Heavy Metal, kam im März des Jahres 2004 auf den Markt. Kurz darauf kam es zu Veränderungen der Bandbesetzung: Gus G. verließ Dream Evil und wurde durch Mark U Black ersetzt. Zusammen mit ihrem neuen Gitarristen tourten Dream Evil als Vorgruppe von Saxon durch die Konzerthallen. Mitte 2005 hatte Niklas Isfeldt gesundheitliche Probleme mit seiner Stimme, die beinahe seine Karriere beendeten. Er erholte sich jedoch und konnte wenige Monate später seine Arbeit wieder aufnehmen. Im Januar 2006 verließ Snowy Shaw, einen Monat vor den Aufnahmen zum vierten Album, nach einem internen Streit die Band und nahm alle von ihm geschriebenen Songs mit. Trotzdem ließen er und Dream Evil verlauten, dass die Trennung ohne böses Blut abgelaufen ist.
Ende Juni 2006 gab die Band auf ihrer Homepage bekannt, dass man mit Pat Power (aka Patrik Jerksten) einen neuen Drummer gefunden habe und an einem neuen Album namens United arbeite; es erschien schließlich im Herbst desselben Jahres. Ende 2007 gaben Dream Evil bekannt, dass Gitarrist Mark U Black aus familiären Gründen die Band verlassen hat und durch Dannee Demon ersetzt wird, welcher die Band jedoch 2013 aus persönlichen Gründen wieder verließ und durch den zurückgekehrten Mark U Black ersetzt wurde. Mitte 2008 wurde Gold Medal in Metal veröffentlicht. Das Doppelalbum beinhaltet neue Songs, aber auch alte Bonustracks, zumeist aus Japan. Ihm liegt eine DVD bei, die neben Videos und Interviews einen Livemitschnitt vom Sticky Fingers-Konzert in Göteborg vom 25. November 2006 enthält.

## Diskografie

### Studioalben
- 2002: Dragonslayer
- 2003: Evilized
- 2004: The Book of Heavy Metal
- 2006: United
- 2010: In the Night
- 2017: Six
- 2024: Metal Gods

### EPs
- 2003: Children of the Night
- 2004: The First Chapter

### Live-Alben
- 2008: Gold Medal in Metal